# الفايضة (افولوسن)
الفايضة هو دُوَّار يقع بجماعة تكاط، إقليم الصويرة، جهة مراكش آسفي في المملكة المغربية. ينتمي الدوّار لمشيخة افولوسن التي تضم 8 دواوير. يقدر عدد سكانه بـ 724 نسمة حسب الإحصاء الرسمي للسكان والسكنى لسنة 2004.

## روابط خارجية
- البوابة الوطنية للجماعات الترابية
- المندوبية السامية للتخطيط